# COSCO
China Ocean Shipping (Group) Company, kurz COSCO (chinesisch 中國遠洋運輸（集團）公司 / 中国远洋运输（集团）公司, kurz 中远集团, ugs.: 中远) war eine der weltweit größten international tätigen Reedereien. Das Unternehmen war ein volkseigener Betrieb der Volksrepublik China mit Sitz in Peking; sein europäischer Hauptsitz befand sich in Hamburg. 2016 fusionierten COSCO und China Shipping Group zur China COSCO Shipping Corporation.

## Geschäftliche Aktivitäten
Eigenen Angaben zufolge besaß der Konzern im Februar 2016 mehr als 1.100 Schiffe; die Gesamtkapazität seiner Containerschiffe betrug zu diesem Zeitpunkt 1,58 Millionen TEU. Damit rangierte er an vierter Stelle in der Rangliste der weltgrößten Containerschiff-Reedereien. Zudem besitze man die weltweit größte Transportkapazität bei Massengutfrachtern und Tankschiffen, so der Konzern. An 46 Containerterminals, die zu diesem Zeitpunkt im Besitz von COSCO waren, wurden jährlich 90 Millionen TEU umgeschlagen.
Seit März 2014 gehörte man zur Reederei-Allianz CKYHE (COSCO, K-Line, Yang Ming Line, Hanjin Shipping, Evergreen Marine). Zusammen bediente man zunächst nur den Fernostverkehr. Nachdem die US-Schifffahrtsbehörde Federal Maritime Commission (FMC) dies Ende 2014 genehmigte, sollte ab 2015 auch dieses Fahrtgebiet in die gemeinsamen Fahrpläne aufgenommen werden.
Folgende Konzernunternehmen von COSCO waren an Börsen notiert:
- China COSCO Holdings Co. Ltd. (SEHK 1919, SSE 601919)
- COSCO Corporation (Singapore) Ltd. (SGX C21)
- COSCO Pacific Ltd. (SEHK 1199)
- COSCO International Holdings Ltd. (SEHK 0517)
- COSCO Shipping Company Ltd. (SSE 600428)

### Containerterminal in Piräus
Im Oktober 2009 pachtete COSCO im Zuge der griechischen Finanzkrise für 647 Mio. US-Dollar die Hälfte des Containerhafens des Hafens von Piräus für 35 Jahre. Der chinesische Betreiber stand in der Kritik, da er nach Aussagen von Gewerkschaftern der staatlichen griechischen Hafengesellschaft (OLP) Kürzungen bei Gehältern und Sozialleistungen vorgenommen, Gewerkschafter ausgeschlossen und dadurch den Leistungsdruck stark erhöht haben soll.
War einst alles defizitär, so erwirtschaftet das von COSCO betriebene Containerterminal 2012 beträchtliche Gewinne, erzielt durch Effizienzsteigerung und Lohnsenkungen: Zuvor betrug das höchste Jahresgehalt einiger Mitarbeiter 181.000 US-Dollar, 2012 dagegen bezahlte COSCO üblicherweise nicht mehr als 23.300 US-Dollar. Zur Modernisierung des Docks wurden von COSCO 388 Mio. US-Dollar investiert, wodurch sich die Umschlagskapazität 2013 auf bis zu 3,7 Mio. Container erhöhen sollte. Von 2010 bis 2011 verdoppelte sich der Containerumschlag und die Beschäftigtenzahl stieg auf 1000 Mitarbeiter.
Das in dieser Hinsicht erfolgreiche Management des Containerterminals hat COSCO und andere chinesische Unternehmen in den Fokus für weitere Investitionen im Rahmen der griechischen Privatisierungsmaßnahmen gerückt. Der Bau eines Logistikzentrums für 280 Mio. Euro ist ebenso geplant wie die Übernahme des Hafenbetreibers Piraeus Port Authority (OLP). Weitere Investitionen in andere staatliche Unternehmen könnten folgen.
Im November 2012 kündigte Hewlett-Packard an, das Containerterminal in Piräus zum Drehkreuz für alle seine Warensendungen für Europa, den Nahen Osten und Afrika zu machen.
Im Januar 2016 wurde bekannt, dass COSCO für insgesamt 368,5 Mio. Euro 67 % am Hafen von Piräus übernimmt. Zusätzlich verpflichteten sich die Chinesen zu Investitionen über 350 Mio. Euro in den nächsten Jahren. Am 8. April 2016 wurden die Verträge unterzeichnet; für 280,5 Mio. Euro übernimmt COSCO zunächst 51 % der Anteile am Hafen von Piräus. Weitere 16 Prozent gehen nach fünf Jahren[veraltet] für 88 Mio. Euro in den Besitz des Konzerns über, wenn dieser die vereinbarten Investitionen leistet.

### Sonstiges
COSCO zählte zu den Interessenten bei der Ausschreibung für den griechischen Bahnbetreiber Trainose. Zudem ist COSCO an dem geplanten Logistikzentrum Thriassio bei Athen interessiert.

## Galerie

COSCO-Flotte (Auswahl)
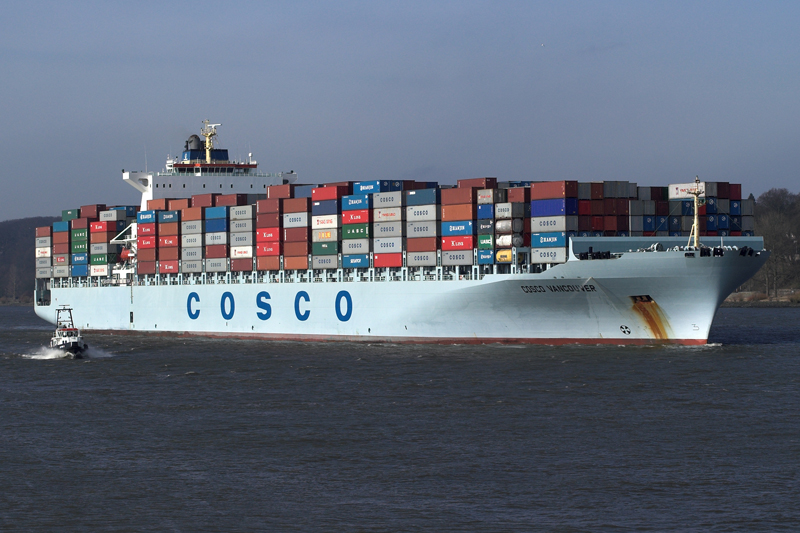
Cosco Vancouver  1 – Postpanmax, 2007
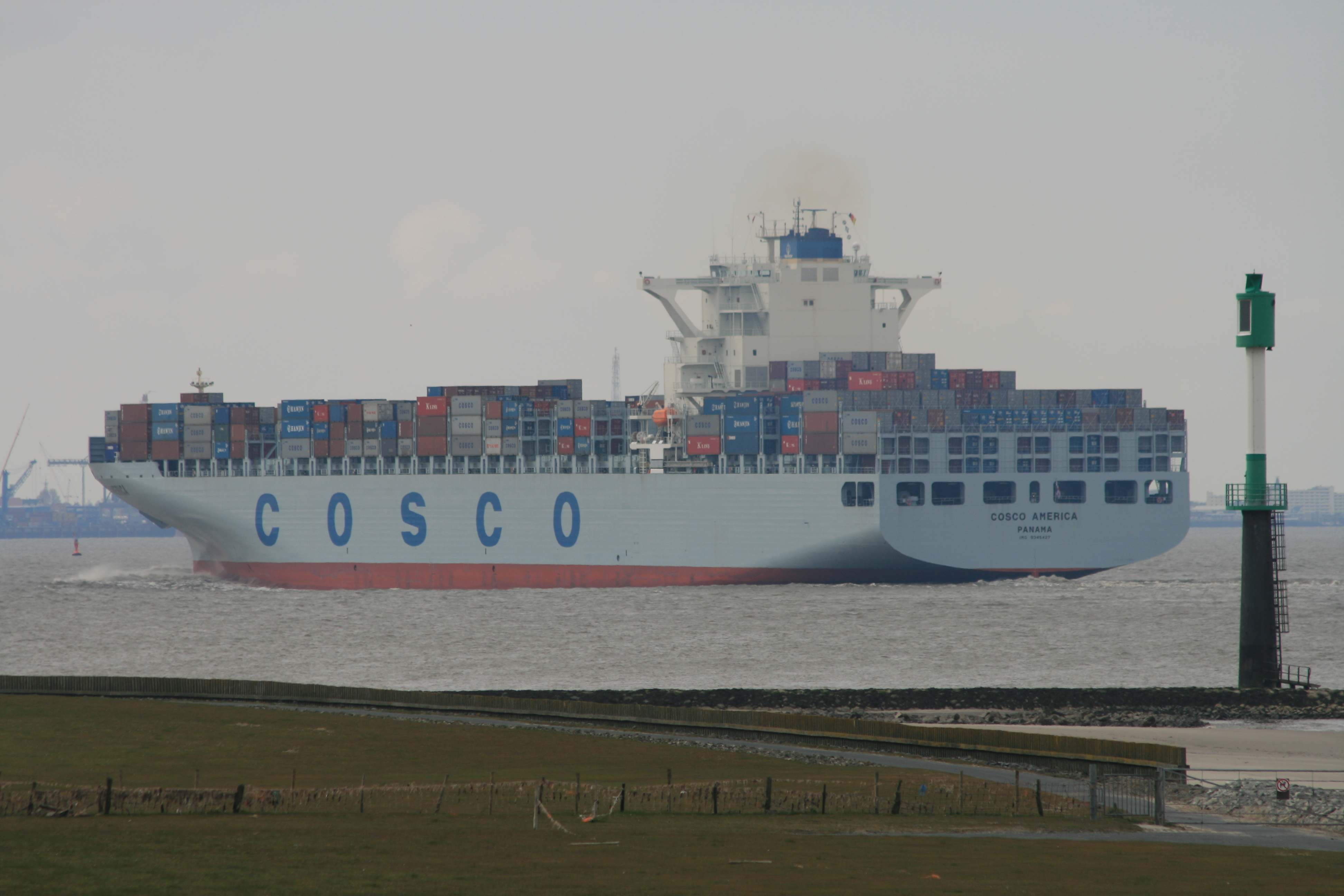
Cosco America  2 – Postpanmax, 2008
Cosco Korea  3 – Containerschiff, 2010
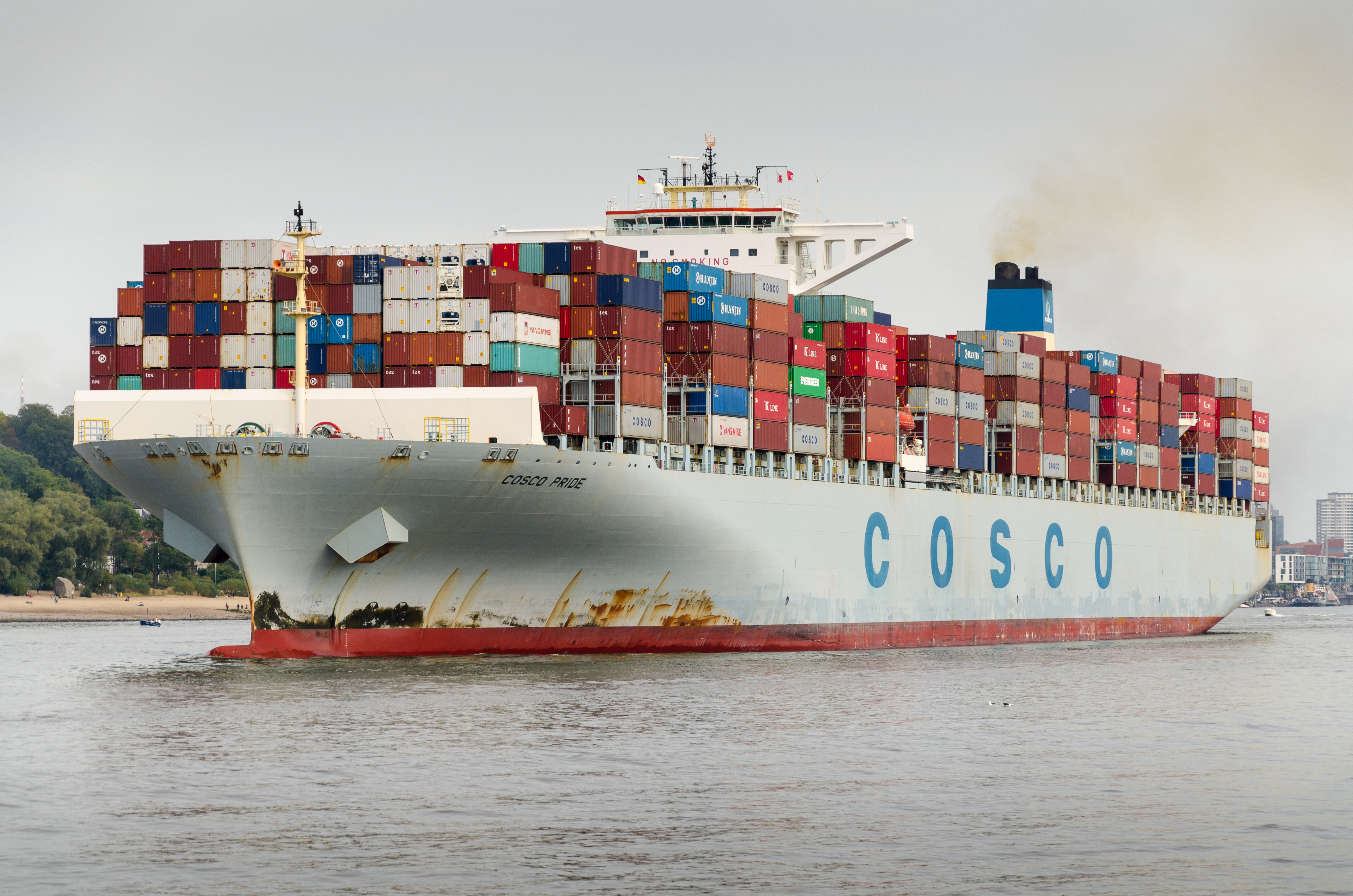
Cosco Pride  4 – ULCS-Containerschiff, 2014
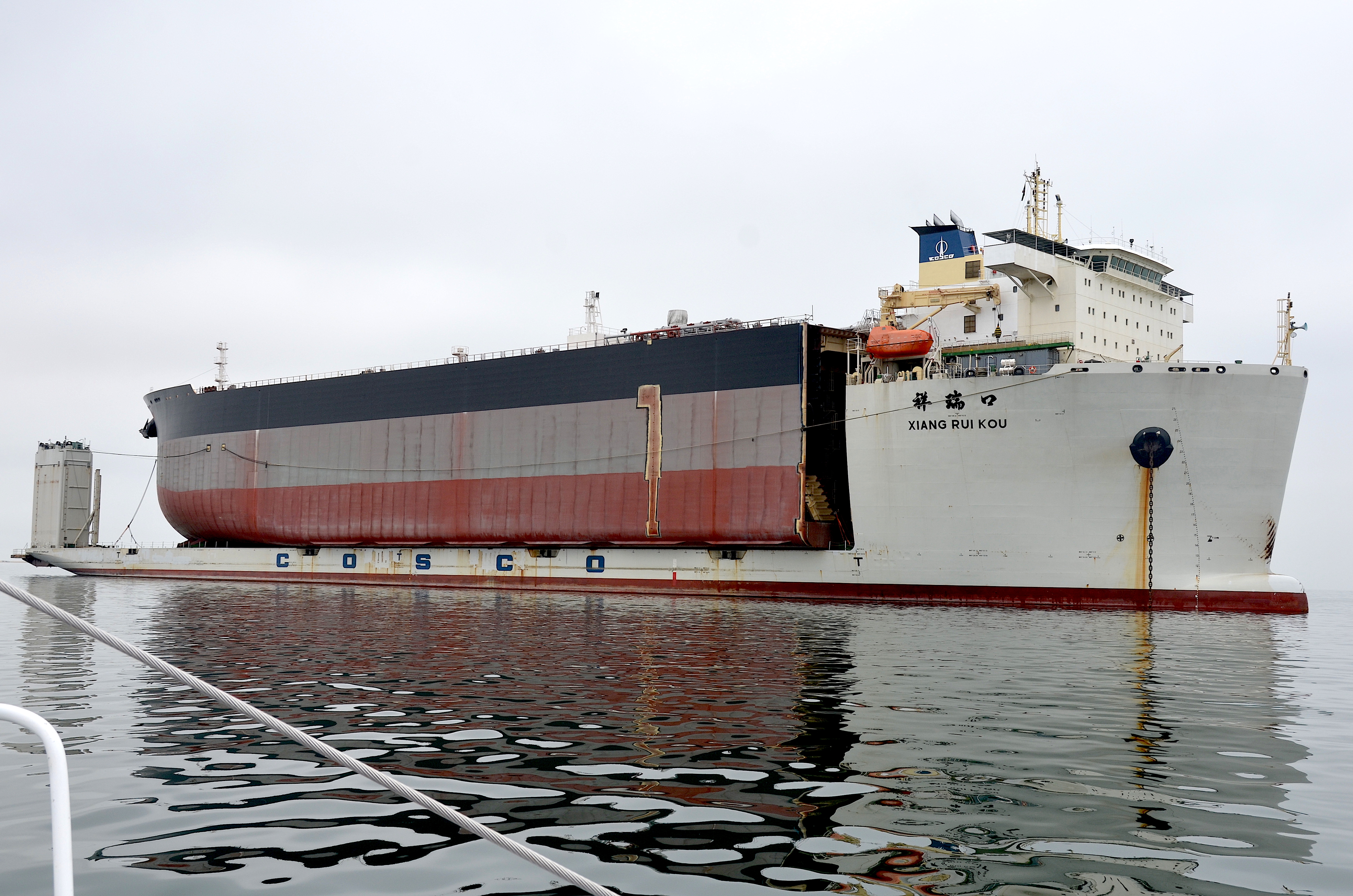
Cosco Xiang Rui Kou  5 – Halbtaucher, 2014

Anmerkung